# 2083 Smither
2083 Smither је астероид чија средња удаљеност од Сунца износи 1,872 астрономских јединица (АЈ).
Апсолутна магнитуда астероида је 13,27.